# The Shanghai Gesture
The Xangai Gesture (Brasil: Tensão em Xangai / Portugal: Aconteceu em Xangai) é um filme norte-americano de 1941, do gênero policial, dirigido por Josef von Sternberg e estrelado por Gene Tierney e Walter Huston.